# Dadusza

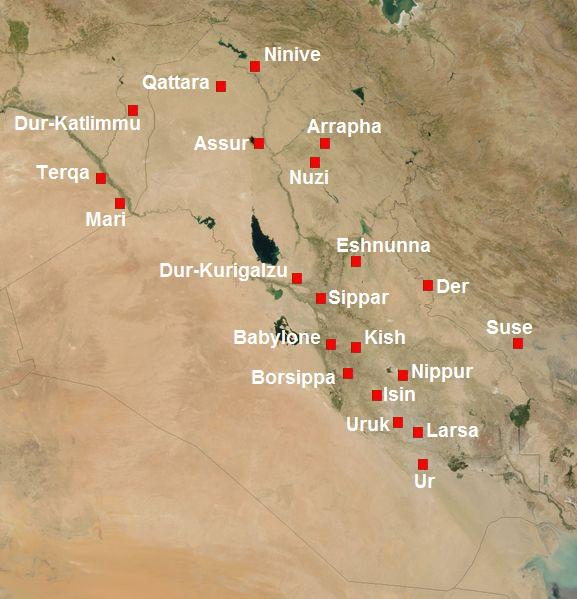
Mapa Mezopotamii w II tysiącleciu p.n.e. z zaznaczonym położeniem miasta Esznunna (Eshnunna)

Dadusza (Dādūša) – król miasta-państwa Esznunna w okresie starobabilońskim, syn Ipiq-Adada II, brat Naram-Sina. Panował przez 9 lat w 1 połowie XVIII w. p.n.e. Podobnie jak ojciec używał sumeryjskiego tytułu królewskiego lugal.